# Saltério (instrumento musical)
O saltério (do grego ψαλτήριο psaltêrion "instrumento musical de cordas; espécie de "harpa" com caixa; origem da palavra grega ψαλμός (psalmos)"canto"(como se vê, por exemplo, nos famosos salmos); pelo latim psalterium,ìi "cítara, hebraico "נבל עשור" (nebíl ashór)"lira-de-dez" lira"), também chamado psaltério ou salter, é um instrumento de cordas geralmente estaladas ou beliscadas, como a harpa acoplado a uma caixa de madeira trapezoidal. Sua origem remonta pelo menos a 300 a.C., quando era utilizado para acompanhamento dos salmos (tehilim) hebraicos,  também existe uma versão asiática arcaica desse instrumento chamada koto.
O saltério medieval (século XII) mais moderno, compõe-se de uma caixa de ressonância triangular ou trapezoidal munida de sete a dez cordas que se beliscam — daí a sua denominação que designava, na Grécia Antiga, todos os instrumentos tocados com os dedos e não com o plectro.
Sobre a caixa de ressonância  se estendem sete a dez cordas fixadas e afinadas por cravilhas. Normalmente a caixa se apresenta em forma trapezoidal, com duas ordens de cordas em correspondência dos lados oblíquos — cordas suficientemente distanciadas para serem beliscadas com os dedos ou  percutidas com plectros ou com uma varinha metálica ou de madeira, para criar uma melodia ou um acompanhamento rítmico. Já o saltério de arco é em geral de forma triangular, as cordas são muito mais próximas e sobre o mesmo plano. O arco é semelhante ao utilizado nos demais instrumento musicais modernos que iria dar origem aos arcos de violino e violocelo.
No caso do saltério ibérico, as cordas podiam ser premidas com os dedos ou percutidas com martelos.
Existem muitas variantes desse instrumento, que, por ser suficientemente pequeno para ser portátil, era (e ainda é, em algumas regiões da Europa) muito usado também para acompanhar o canto.

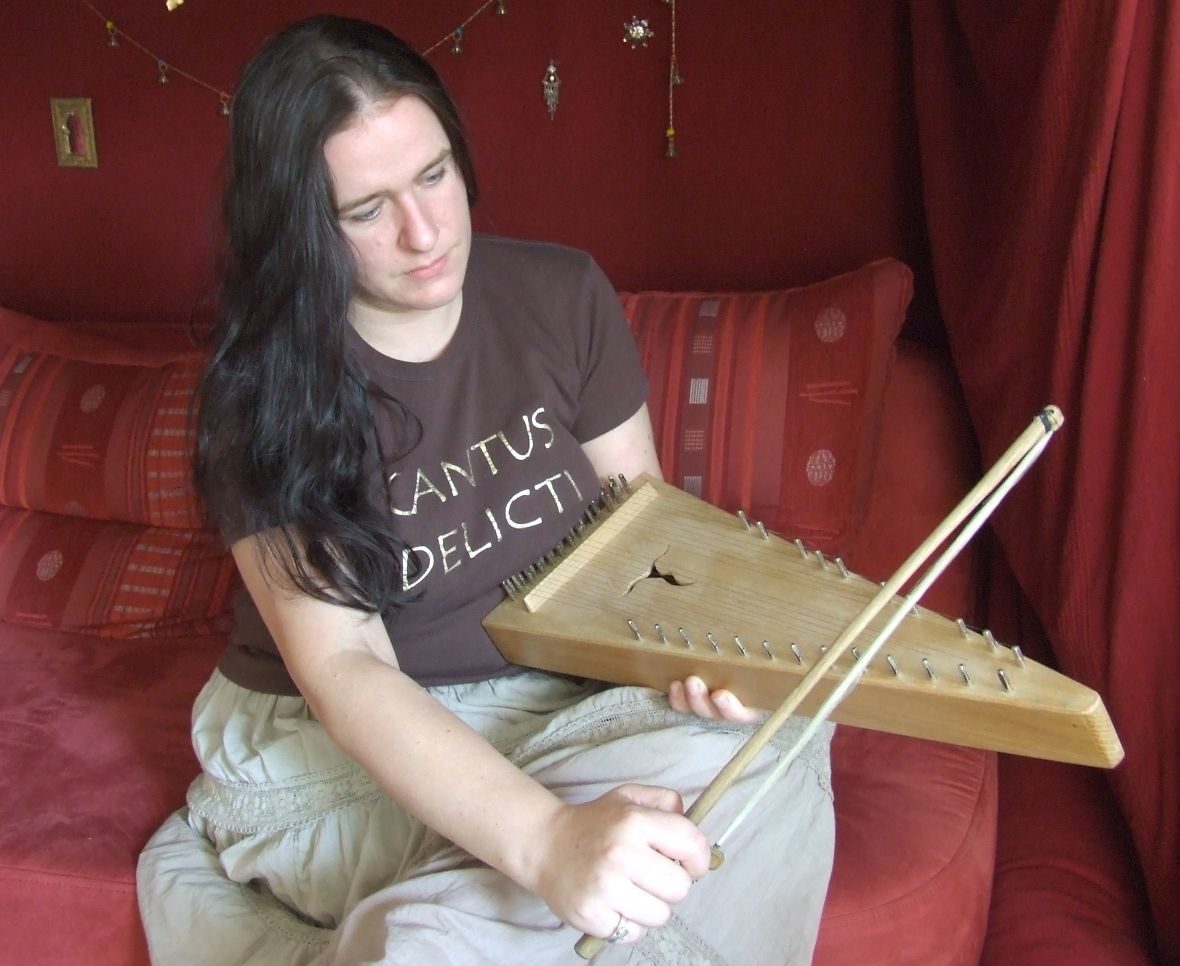
Reprodução de um saltério medieval.

A partir da segunda metade do século XIV as cordas passaram a ser percutidas com pequenos martelos, e o instrumento era pousado sobre uma mesa. Na mesma época apareceu o eschiquier — um saltério munido de teclado, e as teclas acionavam pequenos martelos. Mencionado por Guillaume de Machaut antes de 1377, o eschiquier foi muito difundido na França, na Inglaterra e na Espanha até o século XVI e parece ser o mais antigo antepassado do piano. A partir do século XV, uma grande variedade de instrumentos derivados do saltério de cordas percutidas espalhou-se pela Europa sob a denominação de tympanon (muitas vezes tomado como termo genérico), doucemère, doucemelle, doulcimer, cymbalum, etc. Em alguns, utilizavam-se varetas com a extremidade em forma de colher com as quais se percutiam as cordas como fazem os músicos atuais usando palhetas; outros eram dotados de teclado.
No século XVIII, o  saltério despertou o interesse de compositores como Vivaldi (Giustino, 1729), Niccolò Jommelli (1714-1774) (Sinfonia em sol M para saltério, violinos e baixo-contínuo), entre outros, mas praticamente desapareceu do cenário antes da virada do século.
A difusão do instrumento na Península Ibérica é ilustrada por obras portuguesas e espanholas para saltério, tanto na música erudita como na música popular, tanto em peças religiosas como operísticas, de  compositores  como Francisco António de Almeida (Te Deum, Venerandum tuum verum), Antonio Teixeira (As guerras do alecrim e manjerona, 1737: aria Não posso, ó Sevadilha), Antonio Soler (Ciego y Lazarillo, 1762) e Blas de Laserna (Los amantes chasqueados, 1779).

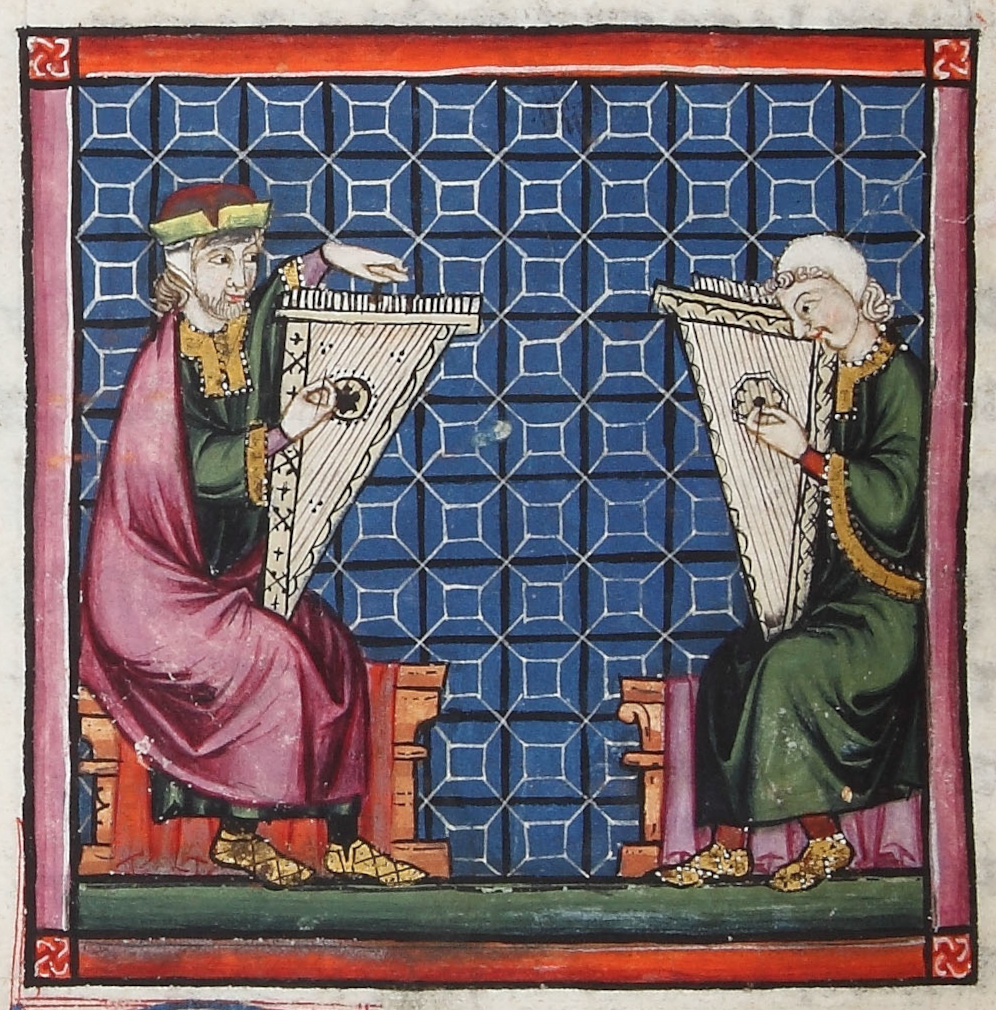
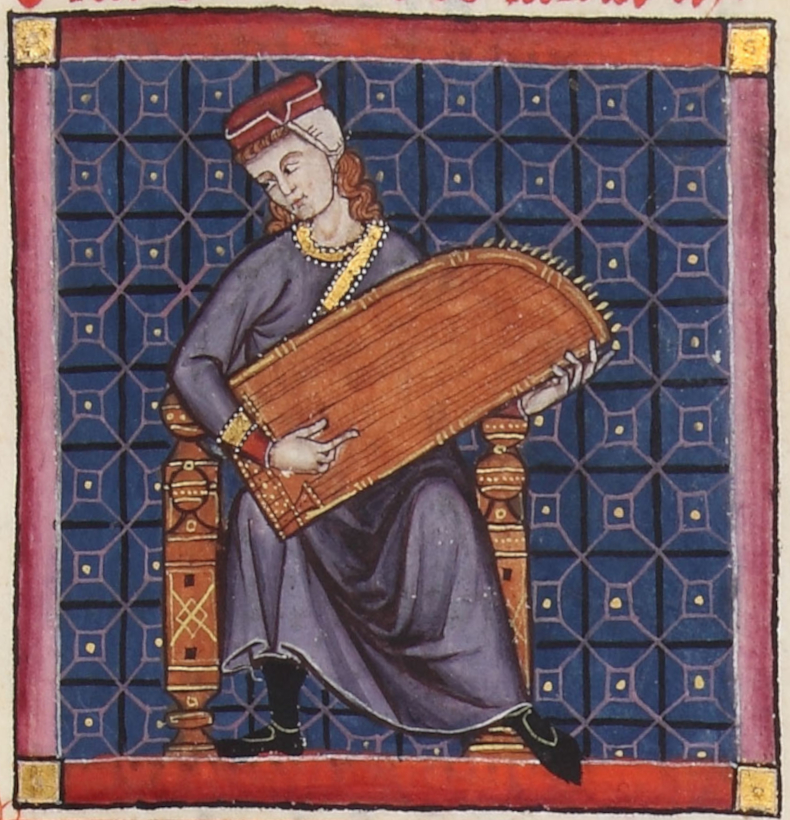
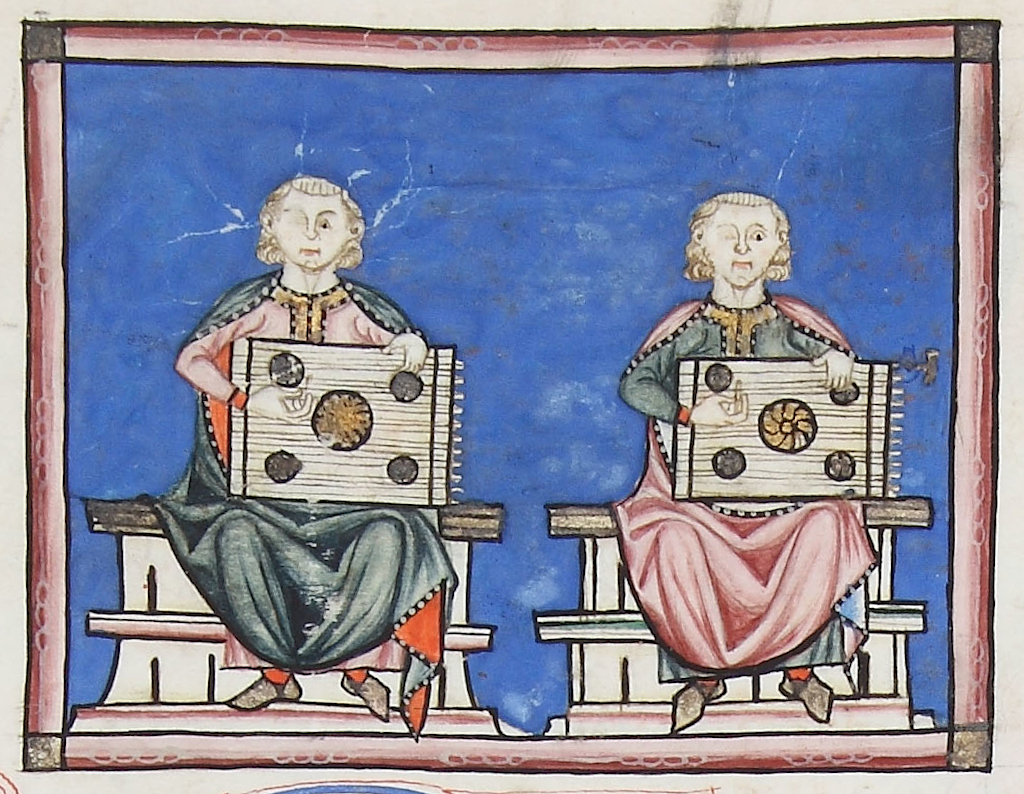
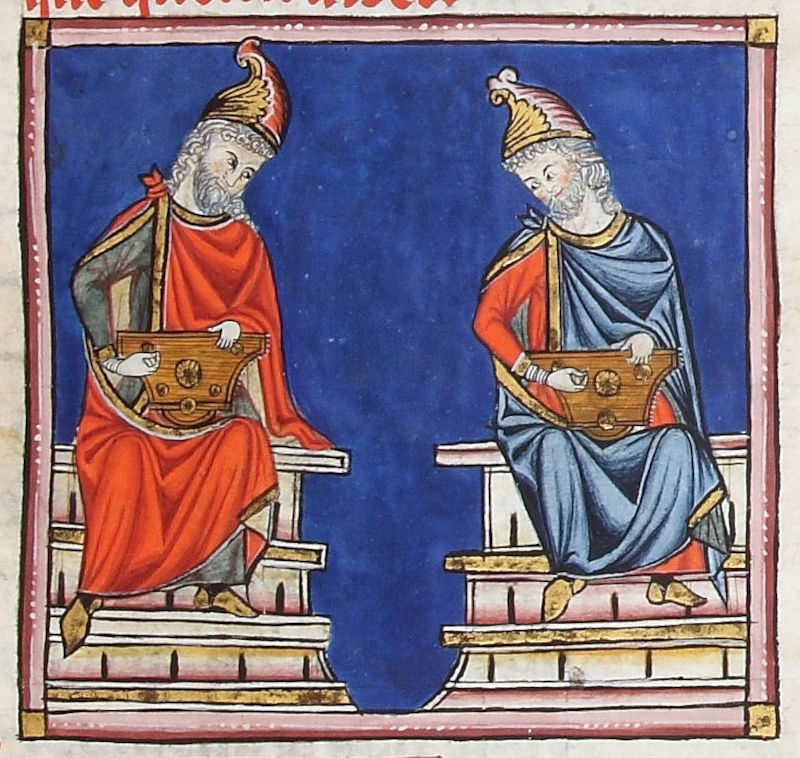
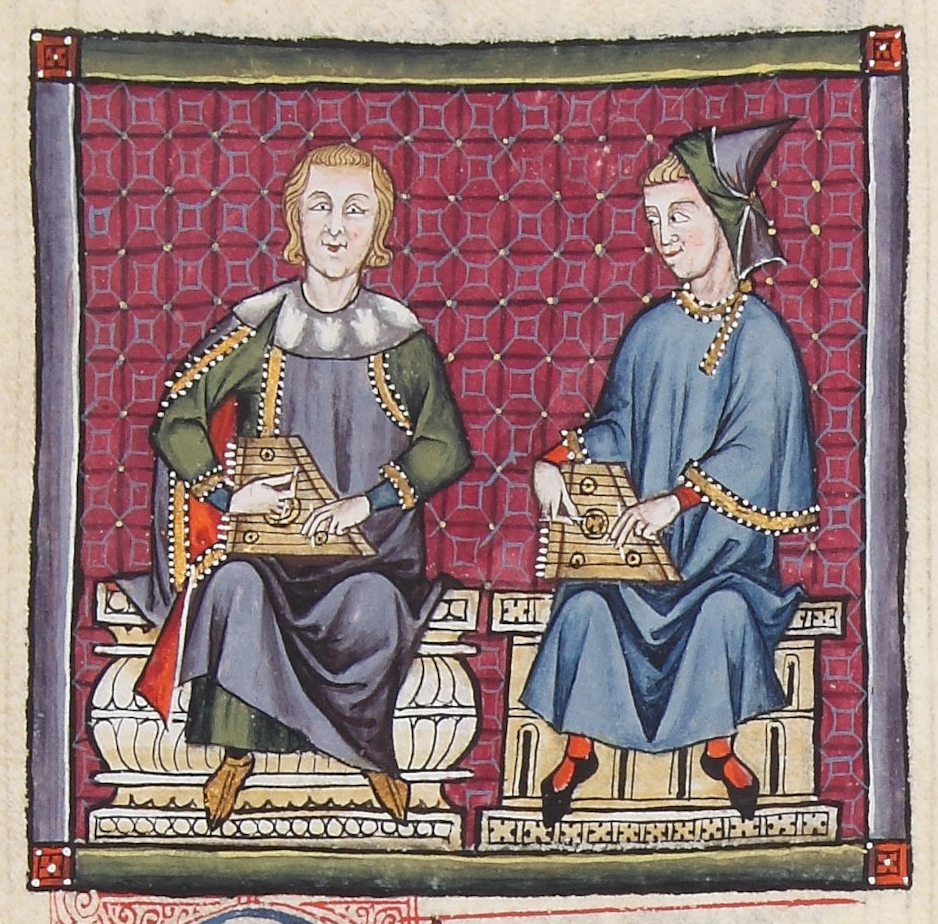